# Bunkamura
Bunkamura (jap. 文化村) - wielkie centrum kultury w tokijskiej dzielnicy Shibuya. Znajdują się w nim: teatr Cocoon, sala widowiskowo-koncertowa Orchard Hall na 2150 miejsc, kino z dwoma salami (Le Cinema 1 i Le Cinema 2), galeria sztuki, muzeum, sklepy, restauracje, kawiarnie. Kompleks został otwarty w 1989 roku.

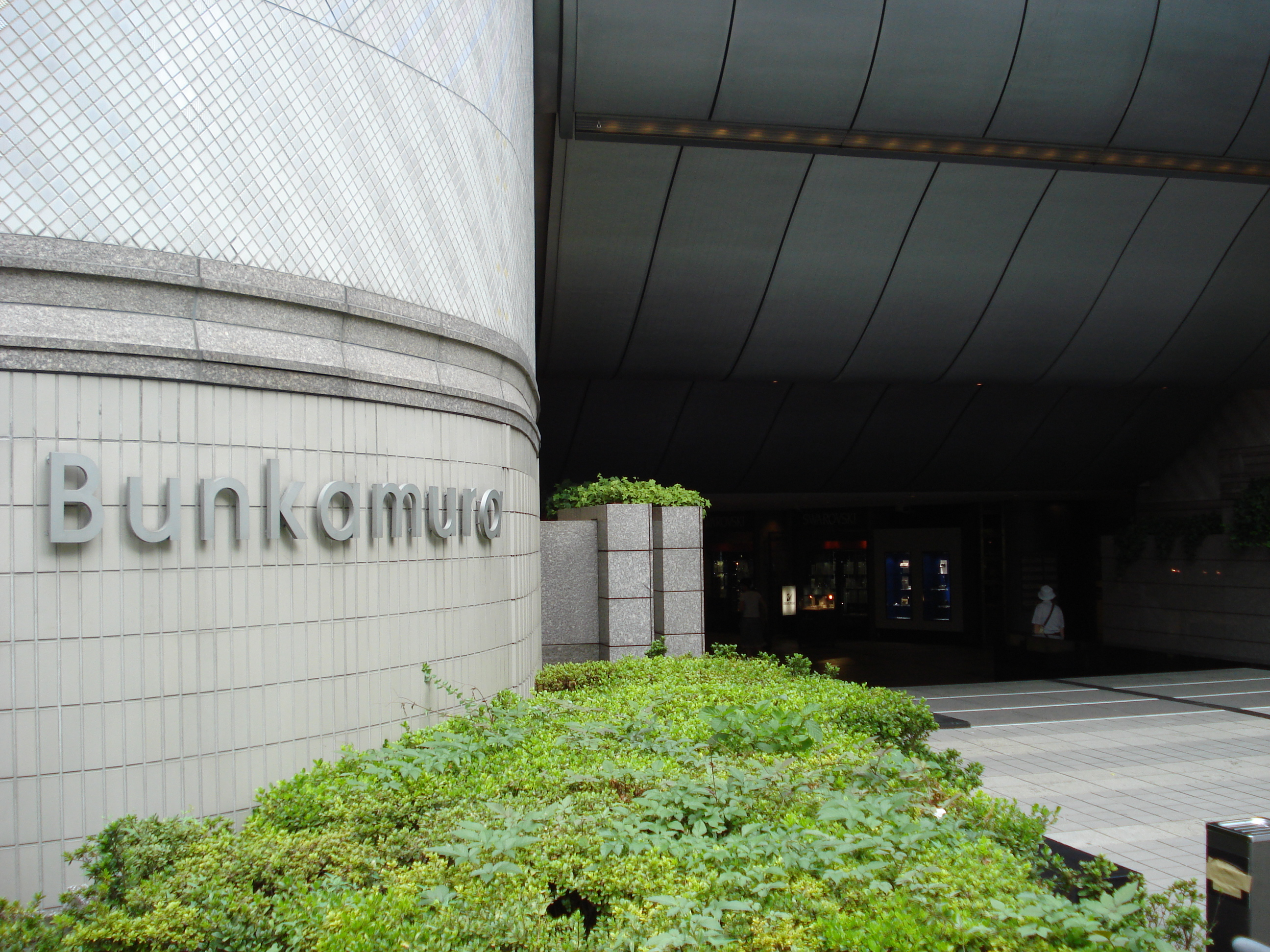
Bunkamura - wejście

Centrum należy do korporacji Tokyu Group, właściciela m.in. sieci domów towarowych i linii kolejowych w rejonie Wielkiego Tokio.
Bunkamura współpracuje z Tokijską Orkiestrą Filharmoniczną.
Od 1990 odbywa się tu Międzynarodowy Festiwal Filmowy.